# Shir Tzedek
Shir Tzedek (hébreu: שיר צדק), né le 22 août 1989 à Beït Shéan, est un footballeur international israélien, évoluant au poste de défenseur central.

## Biographie

### En club
Tzedek commence sa formation au Hapoel Beit she'an, puis évolue en faveur du Maccabi Netanya. 
En 2008, il rejoint l'Hapoel Ironi Kiryat Shmona. Le 28 octobre 2008, il fait ses débuts avec l'équipe senior, lors d'une défaite 1-2 contre le Bnei Sakhnin en Toto Cup. Il évolue pendant six saisons avec le Kiryat Shmona, disputant plus de 100 matchs en Division 1, et participant à la phase de groupe de la Ligue Europa lors de la saison 2012-2013.
Il est ensuite transféré lors de l'été 2015 vers l'Hapoël Beer-Sheva. Avec cette équipe, il prend part aux tours préliminaires de la Ligue des champions. Il participe à nouveau à la phase de groupe de la Ligue Europa, lors des saisons 2016-2017 et 2017-2018.

### En équipe nationale
Le 29 février 2012, il fait ses débuts avec l'l'équipe d'Israël ,contre l'Ukraine, lors d'un match d'exhibition (défaite 2-3 à Petah Tikva).
Il joue ensuite plusieurs matchs rentrant dans le cadre des éliminatoires du mondial 2018.

## Palmarès

### Joueur
Club
Hapoel Ironi Kiryat Shmona
- Champion d'Israël en 2012
- Champion d'Israël de D2 en 2010
- Vainqueur de la Coupe d'Israël en 2014
- Vainqueur de la Toto Cup (D1) en 2011 et 2012
- Vainqueur de la Toto Cup Leumit (D2) en 2010

Hapoël Beer-Sheva
- Champion d'Israël en 2016 et 2017
- Vainqueur de la Supercoupe d'Israël en 2016 et 2017
- Vainqueur de la Toto Cup (D1) en 2017